# Rochedo do Mónaco

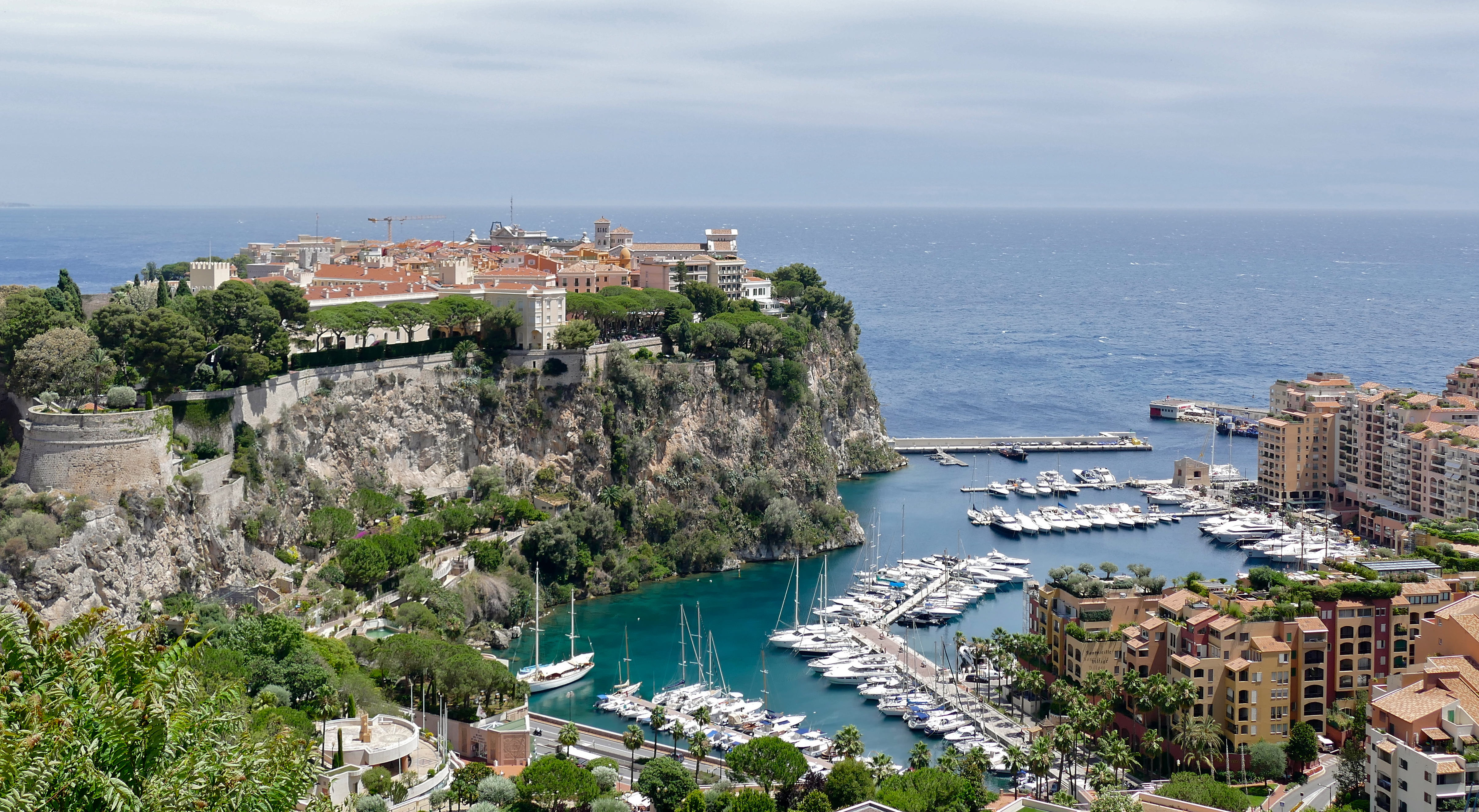
Vista do Rochedo do Mónaco.

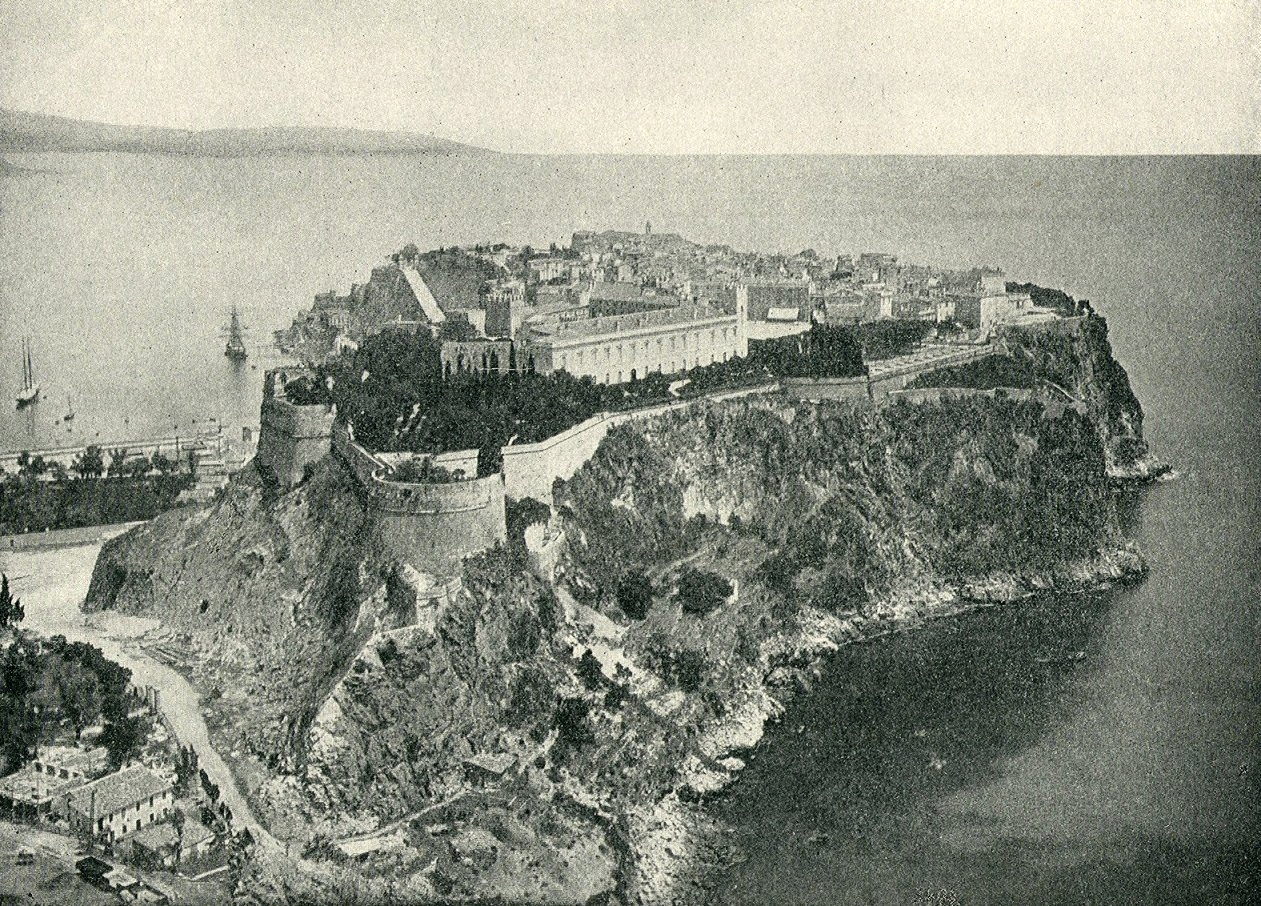
O Rochedo do Mónaco em 1890.

O Rochedo do Mónaco ou Rochedo de Mônaco (em francês:  Rocher de Monaco) é um monólito de 141 metros de altura  localizado na costa do mar Mediterrâneo, no Principado do Mónaco.
No rochedo encontram-se, entre outros monumentos de destaque, a Catedral de Nossa Senhora Imaculada, o Museu Oceanográfico do Mónaco (numa escarpa sobre o mar Lígure) e o Palácio do Príncipe do Mónaco.